# 八幡パーキングエリア
八幡パーキングエリア（やはたパーキングエリア）は、広島県三原市八幡町美生の山陽自動車道上にあるパーキングエリア。

## 道路
- E2 山陽自動車道

## 施設

### 上り線（岡山方面）
- 駐車場
  - 大型42台
  - 小型40台
  - 車椅子用駐車場有
- トイレ
  - 男性 大5（和式1・洋式4）・小16　※個室内に子供トイレ（洋式）あり
  - 女性 20（和式3・洋式17）※個室内に子供トイレ（洋式）あり
  - 車椅子用 1
- スナック『道の食堂 やはた亭』（8:00 - 20:00）
- コンビニエンスストア「セブン-イレブン」（24時間）[1]
  - メディカルコーナー（24時間）
  - 宅配サービス（24時間）
  - セブン銀行ATM（24時間）
- 携帯電話充電器（24時間）
- 自動販売機

### 下り線（広島方面）
- 駐車場
  - 大型42台
  - 小型40台
  - 車椅子用駐車場有
- トイレ
  - 男性 大5（和式1・洋式4）・小16　※個室内に子供トイレ（洋式）あり
  - 女性 20（和式3・洋式17）※個室内に子供トイレ（洋式）あり
  - 車椅子用 1
- スナック『道の食堂 やはた亭』（8:00 - 20:00）
- コンビニエンスストア「セブン-イレブン」（24時間）[1]
  - メディカルコーナー（24時間）
  - 宅配サービス（24時間）
  - セブン銀行ATM（24時間）
- 携帯電話充電器（24時間）
- 自動販売機

## 隣
E2 山陽自動車道
(23)尾道IC - 八幡PA - (24)三原久井IC